# فرانك أو. سلاتر
فرانك أو. سلاتر (بالإنجليزية: Frank O. Slater)‏ هو عسكري أمريكي، ولد في 19 ديسمبر 1920 في Kennamer Cove, Alabama ‏ في الولايات المتحدة، وتوفي في 12 نوفمبر 1942.